# Banshee (Schiff)
Die Banshee von 1863 war ein britisches Frachtschiff und Blockadebrecher während des Sezessionskriegs.
Der Schaufelraddampfer Banshee wurde benannt nach den Banshees, weiblichen Gestalten aus der keltischen Mythologie.
Am 2. März 1863 verließ sie Liverpool und war das erste Stahlschiff, das den Atlantik überquerte.
Die allein auf hohe Geschwindigkeit ausgelegte Banshee wurde gebaut, um von Nassau auf den Bahamas aus zu operieren und die von der Unionsmarine verhängte Blockade über die Häfen der Konföderierten zu durchbrechen. Sie fuhr unter britischer Flagge. Auf dem Weg in die Südstaaten transportierte sie Fertigwaren und Munition, auf dem Rückweg Baumwolle.
Am 21. November 1863 wurde die Banshee, als sie auf dem Weg nach Wilmington war, von der Grand Gulf der United States Navy in der Nähe von Kap Hatteras aufgebracht. Zu diesem Zeitpunkt hatte sie bereits acht Reisen erfolgreich unternommen. Sie wurde als Kanonenboot in die US Navy eingegliedert.
Nach dem Ende des Krieges beförderte sie als Handelsschiff Früchte und Vieh von und nach Kuba.